# Undulatus

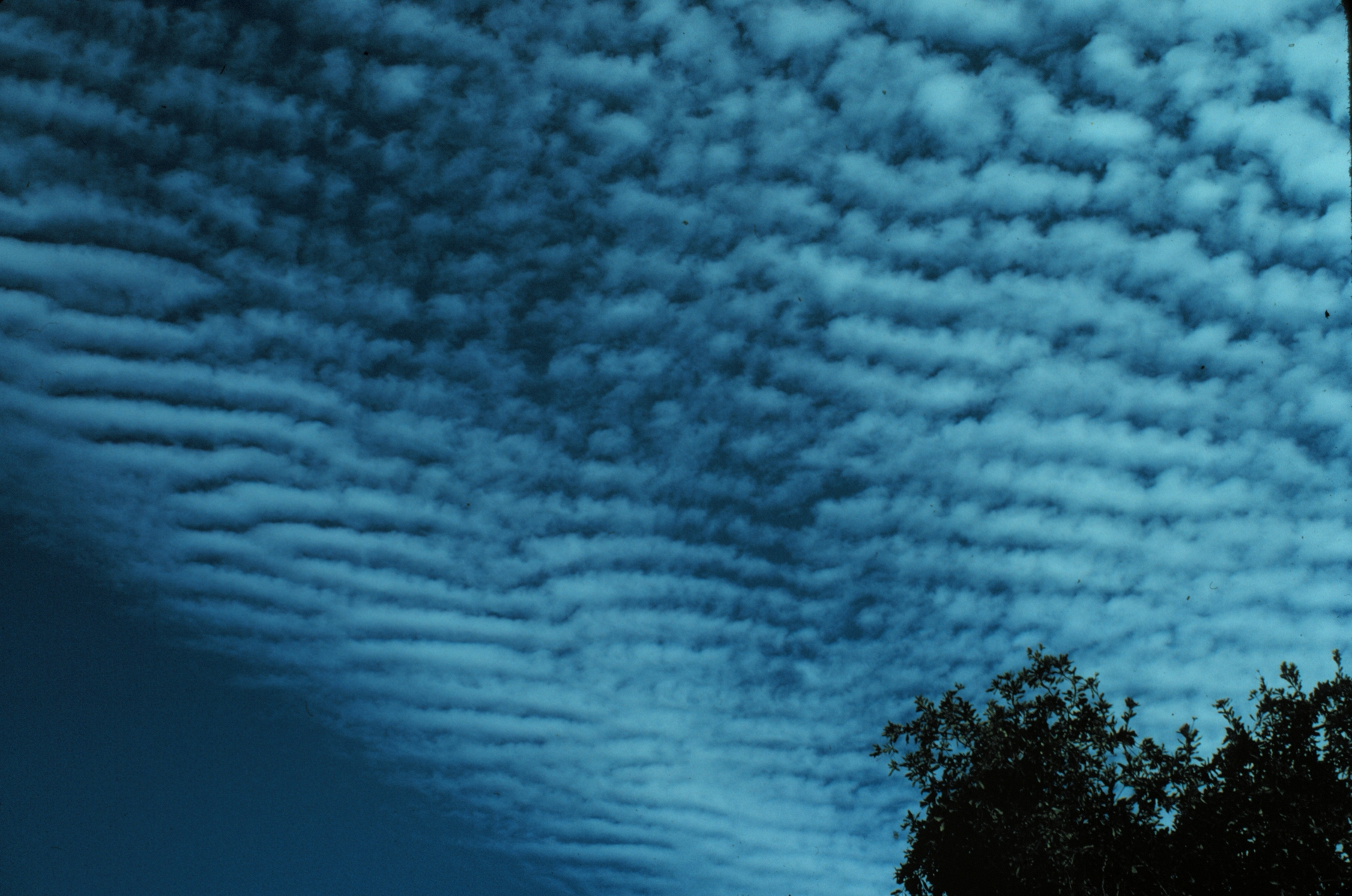
Altocumulus stratiformis undulatus

undulatus (un) (łac. na kształt fali, podobny do fali, posiadający pofalowania) – odmiana chmur. Występuje w postaci pofalowanych warstw, ławic lub płatów. Często sfalowania te są widoczne na jednolitych warstwach, niekiedy na płatach rozdzielonych lub połączonych ze sobą. Czasem można zaobserwować dwa kierunki pofalowań. Określenie undulatus odnosi się do chmur Cirrocumulus, Cirrostratus, Altocumulus, Altostratus, Stratocumulus i Stratus.